# Полет 209 на „Африкия Еъруейс“
Полет 209 на „Африкия Еъруейс“ е редовен международен пътнически полет от летище „Сабха“, Сабха, Либия, до международното летище „Малта“, Лука, Малта, управляван от „Африкия Еъруейс“. На 23 декември 2016 г. самолетът „Еърбъс А320-214“, който изпълнява полета, е отвлечен във въздуха от двама похитители, които заплашват да го взривят с ръчни гранати. Въпреки опитите на екипажа да кацне обратно в Либия, самолетът е насочен към Малта, където принудително е приземен на международното летище.
Машината е обградена от малтийски военни части и някои от пътниците са освободени, след което започват преговори и малко след това всички останали пътници и членове на екипажа на борда са освободени. Похитителите се предават на малтийските власти и са задържани, като по-късно е установено, че оръжията, които държат в себе си, са фалшиви. През декември 2020 г. единият от похитителите е осъден на 25 години затвор и парична глоба, след като се признава за виновен.
В деня на инцидента летището в Малта се използва за заснемане на сцени от филма „Ентебе“ за отвличането на самолета при полет 139 на „Ер Франс“ през 1976 г. и проведената от Израел тогава операция „Ентебе“ в Уганда, след която повечето пътници са освободени, а похитителите убити. Кадри на заложници от самолета на „Африкия Еъруейс“ са монтирани и вмъкнати във филма, а продуцентът Мелвин Родърбърг определя събитието като „благословия от небето в ден на лоша актьорска игра“. Някои от пътниците впоследствие са избрани за статисти във филма.